# If You Were With me Now
If you were with me now ("Si estuvieras conmigo ahora") es una canción pop compuesta por el dúo de compositores Mike Stock y Pete Waterman en 1989 para la cantante pop australiana Kylie Minogue y el cantante estadounidense Keith Washington, quienes la interpretan a dúo.  

## Sencillos
7" Single PWL 9031-76000-7	año 1991
1. "If You Were With Me Now"		3:10
2. "I Guess I Like It Like That"	3:30
12" single año 1991
1. "I Guess I Like it Like That" — 6:00
2. "I Guess I Like It Like That" (Edit) - 3:30
3. "If You Were with Me Now" (3:10)
CD single año 1991
1. "If You Were with Me Now" — 3:10
2. "If You Were with Me Now" (Extended) — 5:11
3. "I Guess I Like It like That" — 6:00

## Charts
| Chart (1991) | Máxima posición |
| ------------ | --------------- |
| Alemania     | 61              |
| Australia    | 23              |
| Irlanda      | 7               |
| Israel       | 2               |
| Reino Unido  | 4               |
| Sudáfrica    | 10              |